# Liste der lateinischen Erzbischöfe von Patras
Die folgenden Personen waren Römisch-Katholische Erzbischöfe bzw. Titularerzbischöfe in Patras:

## Bischöfe
- 1207–1243 Anthelme
- 1243–1245 Bernard
- 1245–1255 (unbekannt)
- 1255–1273 Geoffroy
- 1273–1295 Benedikt
- 1295–1306 Johannes I.
- 1306–1307 Johannes II. Vito
- 1307–1308 Jakob
- 1308–1316 Rainerio Cancellari
- 1316 Francesco Sabaloca
- 1317–1337 Guillaume Frangipani
- 1337–1347 Roger
- 1347–1351 Nikolaus von Canale
- 1351–1357 Rainald von Lahor
- 1357–1360 Raimond
- 1360–1363 Giovanni Acciaiuoli
- 1363 Bongio(v)anni (Italiener, nur drei Monate)
- 1363–1365 Bartholomäus von Pappazure
- 1365–1367 Angelo Acciaiuoli
- 1367–1369 Paolo Foscari
- 1369–1371 Giovanni da Novaccio
- 1371–1375 Giovanni da Piacenza
- 1375–1394 Paolo Foscari
- 1395 Martin von Kaup
- 1395–1405 Angelo Acciaiuoli
- 1405–1424 Stefano Zaccaria
- 1424–1430 Pandulf Malatesta

## Titularerzbischöfe
- 1473–1482 Šimun Vosić (Vossich)
- 1484–???? Jean Battista de Judicibus de Finario
- 1485–1514 Stefano Teglatije (de Taleazis)
- 1520–1521 Antonio Marcello von Petri
- 1560–1565 Antonio Cauco (Cocco)
- 1574–1578 Alessandro Piccolomini
- 1614–1641 Giovanni Francesco Guidi di Bagno, päpstlicher Legat in Avignon sowie Nuntius in Frankreich und Flandern, später Bischof von Cercia
- 1628–1635 Ciriaco Rocci, Apostolischer Nuntius
- 1639–1658 Girolamo Farnese, Apostolischer Nuntius
- 1660–1666 Ottaviano Carafa
- 1668–1672 Giacinto Solaro di Moretta
- 1672–1676 Fabrizio Spada, Apostolischer Nuntius, später Kardinalstaatssekretär
- 1711–1731 Sinibaldo Doria
- 1731–1754 Fabrizio Serbelloni, Apostolischer Nuntius
- 1754–1756 Johann Philipp von Walderdorff, später Erzbischof von Trier
- 1760–1773 Francesco Carafa di Traetto,
- 1775–1802 Carlo Kardinal Crivelli, Apostolischer Nuntius
- 1818–1819 Paolo Fillipponi
- 1831–1857 Celestin Maria Cocle, C.Ss.R.
- 1858–1890 Filippo Gallo, C.M., Bischof emeritus von Bovino
- 1891–1906 Giuseppe Maria Constantini, Bischof emeritus von Nepi und Sutri
- 1907–1927 Donato Velluti Zati di S. Clemente, Bischof emeritus von Pescia
- 1928–1936 Bl. Andrea Giacinto Longhin, O.F.M. Cap., Bischof emeritus von Treviso
- 1936–1971 Luigi Fogar, Bischof emeritus von Triest-Koper